# Вільяльба-де-Гуардо
Вільяльба-де-Гуардо (ісп. Villalba de Guardo) — муніципалітет в Іспанії, у складі автономної спільноти Кастилія-і-Леон, у провінції Паленсія. Населення — 207 осіб (2010).
Муніципалітет розташований на відстані близько 270 км на північ від Мадрида, 80 км на північ від Паленсії.

## Демографія
Динаміка населення (INE ):